# Такаява-Керавака, Наканиэли
Наканиэ́ли Такая́ва-Керава́ка (англ. Nacanieli Takayawa-Qerawaqa, 4 октября 1975, Сува, Фиджи) — фиджийский дзюдоист. Участник летних Олимпийских игр 1992, 1996 и 2000 годов.

## Биография
Наканиэли Такаява-Керавака родился 4 октября 1975 года.
В 1992 году вошёл в состав сборной Фиджи на летних Олимпийских играх в Барселоне. Выступал в весовой категории до 78 кг. В 1/16 финала проиграл Оливье Шаффтеру из Швейцарии на 2-й минуте поединка и выбыл из борьбы.
В 1996 году вошёл в состав сборной Фиджи на летних Олимпийских играх в Атланте. Выступал в весовой категории до 95 кг. В 1/8 финала проиграл Сергею Шакимову из Казахстана на 4-й минуте поединка и выбыл из борьбы.
В 2000 году вошёл в состав сборной Фиджи на летних Олимпийских играх в Сиднее. Выступал в весовой категории свыше 100 кг. В 1/8 финала проиграл Анхелю Санчесу из Кубы на 1-й минуте поединка и выбыл из борьбы.
В 2002 году завоевал золотую медаль Игр Содружества в Манчестере в весовой категории свыше 100 кг.